# Stora Köpinge kyrka

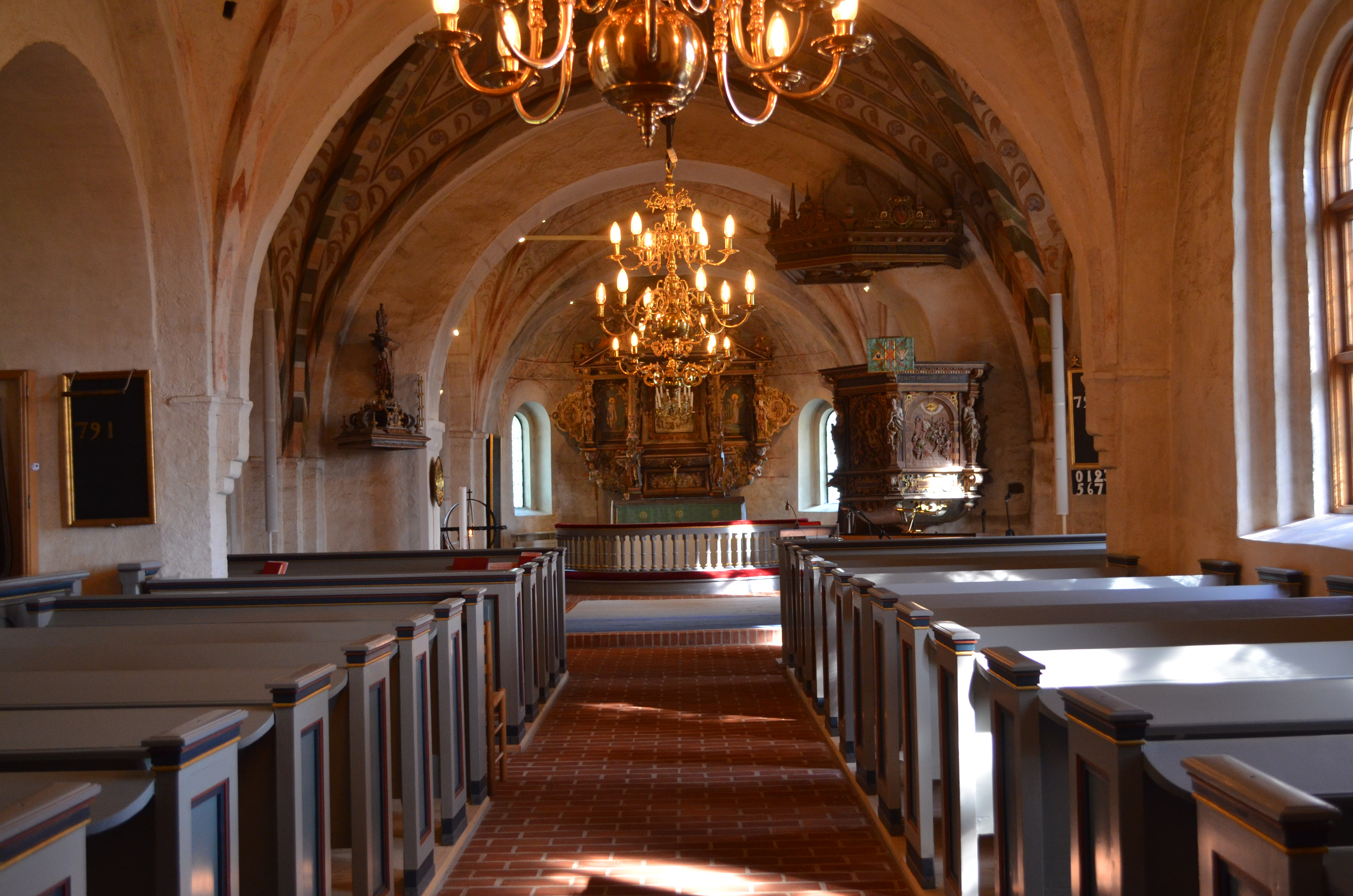
Köpinge kyrkas kyrkorum

Stora Köpinge kyrka är en kyrkobyggnad i Stora Köpinge. Den tillhör Stora Köpinge församling i Lunds stift.

## Kyrkobyggnaden
Kyrkan har ursprung i 1100-talet, men byggdes även ut under 1200-talet. Tornet är byggt 1860.
Inne i kyrkan finns kalkmålningar från 1300-talet, vilka tillskrivs Snårestadsmästaren.

## Inventarier
Bland inventarierna finns en uppsats med baldakin från ungefär 1610, en predikstol från 1597 och en romansk dopfunt.

### Orgel
- 1863 byggde Johan Lambert Larsson, Ystad en orgel med 10 stämmor.
- Den nuvarande orgeln byggdes 1894 av E A Setterquist & Son, Örebro med 12 stämmor, 2 manualer, 1 särskild pedal  och 8 koppel, och är en mekanisk orgel.[2] Orgeln har en fast kombination. 1922 omändrades orgeln av A. Magnussons Orgelbyggeri AB, Göteborg. Den omändrades igen 1951 av Th Frobenius & Co, Lyngby, Danmark. 1969 flyttades orgeln från läktaren till kyrkans golv av J. Künkels Orgelverkstad AB, Lund.

| Huvudverk I     | Svällverk II      | Pedal       | Koppel |
| Principal 8´    | Rörflöjt 8´       | Subbas 16´  | I/P    |
| Borduna 8'      | Tvärflöjt 4'      | Koralbas 4' | II/P   |
| Oktava 4'       | Fugara 4'         |             | II/I   |
| Gedacktflöjt 4' | Kvinta 2 2/3'     |             |        |
| Mixtur 4 chor   | Gemshorn 2'       |             |        |
| Trumpet 8'      | Terscymbel 2 chor |             |        |
|                 | Krumhorn 8'       |             |        |
|                 | Crescendosvällare |             |        |